# Hörlinreuth
Hörlinreuth (oberfränkisch: Heala-raid) ist ein Gemeindeteil des  Marktes Thurnau im Landkreis Kulmbach (Oberfranken, Bayern). Hörlinreuth liegt in der Gemarkung Limmersdorf II.

## Geographie
Der Weiler liegt auf einem Hochplateau bestehend aus Acker- und Grünland, das allseits von Wald umgeben wird. Im Westen wird das Waldgebiet Schützenholz genannt. Eine Gemeindeverbindungsstraße führt zur Staatsstraße 2189 bei Neuwirthshaus (1 km südlich) bzw. nach Katzenlohe (0,4 km nördlich).

## Geschichte
1292 wurde der Ort als „Herlangeruth“ erstmals urkundlich erwähnt, 1307 als „Erlangenreuth“. Der Ortsname bedeutet Rodung an einem mit Erlen bewachsenen eingefriedeten Grasplatz. Der Ort unterstand den Förtsch von Thurnau. 1307 kam es zur Verpfändung an die Burggrafschaft Nürnberg, die aber bald wieder wegen Protests des Bamberger Bischofs Wulfing rückgängig gemacht werden musste, da dem Hochstift Bamberg die Lehnsherrschaft oblag. Mit dem Aussterben des Geschlechts Förtsch im 1565 fielen deren Ansprüche an die Herren von Giech.
Gegen Ende des 18. Jahrhunderts bestand Hörlinreuth aus 5 Anwesen (1 Hof, 1 Dreiviertelhof, 1 Viertelhof, 2 Sölden). Das Hochgericht, die Dorf- und Gemeindeherrschaft sowie die Grundherrschaft über alle Anwesen übte das Giech’sche Amt Thurnau aus.
Von 1797 bis 1810 unterstand der Ort dem Patrimonialgericht Thurnau. Mit dem Gemeindeedikt wurde Hörlinreuth 1812 dem Steuerdistrikt Thurnau und 1818 der Ruralgemeinde Limmersdorf zugewiesen. Am 1. Mai 1978 wurde diese im Zuge der Gebietsreform in Bayern in den Markt Thurnau eingegliedert.

### Baudenkmal
- Haus Nr. 5: Wohnstallhaus
- Haus Nr. 6: Wohnstallhaus
- Grenzstein

### Einwohnerentwicklung
| Jahr      | 001809 | 001818 | 001861 | 001871 | 001885 | 001900 | 001925 | 001950 | 001961 | 001970 | 001987 |
| Einwohner | 36     | 40     | 46     | 36     | 41     | 40     | 25     | 37     | 26     | 28     | 28     |
| Häuser    |        | 5      |        |        | 6      | 6      | 6      | 6      | 6      |        | 7      |
| Quelle    | [ 11 ] | [ 8 ]  | [ 12 ] | [ 13 ] | [ 14 ] | [ 15 ] | [ 16 ] | [ 17 ] | [ 18 ] | [ 19 ] | [ 1 ]  |

## Religion
Der Ort ist seit der Reformation evangelisch-lutherisch geprägt und ist nach St. Johannes der Täufer (Hutschdorf) gepfarrt.